# ジャックマン・ダルク
ジャックマン・ダルク（英: Jacquemin d'Arc）、ジャック・デュ・リ（Jacques du Lys）は、1398年ごろドンレミで生まれ、1452年以前に同地で亡くなった。ジャンヌ・ダルクの長兄である。

## 概要
当時の慣習により、長男には父親の名前をつけるのが一般的であったため、「ジャック（Jacques）」と名づけられた彼は、小ジャックを意味する「ジャックマン（Jacquemin）」と呼ばれていた。彼はジャック・ダルクとイザベル・ロメの間に生まれた5人の子供（ジャックマン、ジャン、ピエール、ジャンヌ、カトリーヌ）の長男であった。彼は、弟たち（ジャン、ピエール）とは異なり兵士にはならなかった。

## 子孫
ジャックマンは数人の子を残した。
- ジャンヌ・デュ・リス（Jeanne du Lys）：自身の叔父ジャン・ダルクと結婚した。
- ジャン・デュ・リス（Jean du Lys）：1430年ごろに誕生。